# Siège de Daraya
Guerre civile syrienne
Batailles
Le siège de Daraya a lieu du 8 novembre 2012 au 27 août 2016 lors de la guerre civile syrienne. Les rebelles capitulent au bout de trois ans et neuf mois de siège au cours duquel la ville aura été détruite à 90 %.

## Prélude
Le 25 mars 2011, les premières manifestations contre le régime de Bachar el-Assad commencent dans la ville de Daraya, située à une dizaine de kilomètres au sud-ouest de Damas. Comme dans les autres villes de Syrie, les manifestations sont réprimées brutalement, l'opposition se militarise progressivement et l'Armée syrienne libre apparaît à Daraya.
Le 25 août 2012, 700 civils sont massacrés par les forces du régime, ce qui provoque l'exode de la majeure partie du reste de la population.
Le 17 octobre 2012, un conseil civil local est créé, faisant de Daraya une des rares villes de Syrie où les forces militaires rebelles sont sous l'autorité d'une administration civile,.

## Déroulement
Le 8 novembre 2012, l'armée syrienne commence le siège de Daraya. La ville se trouve à proximité de l'aéroport militaire de Mezzeh, une des plus importantes bases militaires du régime syrien,.
La ville est défendue par deux groupes rebelles : le plus important est le Liwa Shuhada al-Islam, un groupe de l'Armée syrienne libre qui rassemble environ 80 % des combattants, l'autre est l'Union islamique Ajnad al-Cham,,. Environ un millier de combattants rebelles sont présents à l'intérieur de la ville en 2016,. 90 % des rebelles de Daraya sont originaires de la ville. 
En janvier 2013, le conseil local de Daraya estime que 1 300 personnes ont été tuées dans la ville depuis le début de la révolte en Syrie.
Début 2014, les rebelles et les loyalistes ouvrent des négociations. Les rebelles demandent la libération de 2 400 habitants de Daraya, mais le régime exige en contrepartie que les rebelles remettent leurs armes, ces derniers refusent. 
Début 2016, Daraya ne compte plus que 4 000 à 8 300 habitants, contre 45 000 à 250 000 avant la guerre,. La ville est détruite à 90 %.
Après la trêve du 27 février 2016, les bombardements baissent fortement en intensité. Le conseil civil de Daraya en recense cependant 46 en mars, avril et mai.
Malgré son encerclement, la population de Daraya parvient à subsister grâce à des vivres acheminés clandestinement depuis la localité voisine de Mouadamiyat al-Cham, également assiégée. Mais, en janvier 2016, l'armée syrienne coupe la route qui relie ces deux localités. De plus, les bombardements continus ont contaminé l'eau potable et les terres agricoles avec des produits chimiques. La population commence alors à souffrir de la faim. De nombreux habitants doivent se nourrir de feuilles d'arbres et d'herbes bouillies. Le 16 avril, elle reçoit pour la première fois la visite d'une délégation de l'ONU menée par Khawla Matar. La délégation visite la ville et assure qu'elle fera son possible pour apporter une aide humanitaire aux civils,,.
Le 12 mai, un premier convoi humanitaire de l'ONU et de la Croix-Rouge se présente devant Daraya. Le régime syrien n'autorise que l'envoi de seulement quatre camions chargés de kits chirurgicaux, de médicaments, de vaccins, mais pas de vivres. Pourtant, les soldats loyalistes bloquent les véhicules, qui doivent faire demi-tour. Neuf obus d’artillerie s'abattent ensuite sur un groupe de civils rassemblé dans l'attente du convoi, faisant au moins deux morts et cinq blessés,. Le 14 mai, les forces du régime syrien mènent un assaut au sud de la ville,. Le 22 mai, 29 groupes rebelles menacent de rompre le cessez-leu-feu si le régime ne cesse pas son offensive sur Daraya et la Ghouta.
Sur la pression de la Russie, le régime laisse passer un autre convoi de cinq camion qui peut entrer dans la ville de Daraya le 1er juin 2016. Il n'apporte cependant pas de vivres, au grand désespoir de la population,,. Le soir du 9 juin, neuf camions chargés de nourriture peuvent enfin débarquer une aide alimentaire pour la première fois depuis le début du siège. Cette dernière est capable de nourrir 2 400 personnes en un mois. Mais, le matin 10 juin, l'aviation syrienne mène d'intenses raids aériens sur Daraya afin d'empêcher la distribution de l'aide alimentaire. Au moins 28 barils d'explosifs sont largués,,,. De plus, pour le Conseil de Daraya, l'aide alimentaire est insuffisante et ne permet de nourrir qu'un tiers de la population.
En juin, les rebelles parviennent provisoirement à rétablir le contact avec Moadamiya lors d'un raid. Cependant, les forces du régime contre-attaquent et progressent au sud-ouest de Daraya, capturant un demi-kilomètre de terres agricoles. Les loyalistes proposent alors aux rebelles de rendre la ville en échange de leur évacuation vers d'autres zones tenues par l'opposition, mais les rebelles de Daraya refusent. L'armée syrienne poursuit alors sa progression. À la mi-juillet, elle tient la moitié ouest de Daraya.
Le 19 août, le seul hôpital de Daraya est totalement détruit par un baril d'explosif incendiaire largué par un hélicoptère du régime.
Le 25 août 2016, un accord est conclu entre le régime et les rebelles. Les assiégés acceptent de rendre la ville. En échange, les civils — 4 000 à 8 500 hommes, femmes et enfants — doivent être évacués dans les zones contrôlés par le gouvernement et les 700 rebelles encore présents à Daraya, vers le gouvernorat d'Idleb, tenu par l'opposition,,,. Les rebelles doivent remettre leurs armes lourdes et de moyen calibre, mais ils peuvent conserver leurs fusils,. Le 26 août dans l'après-midi, les habitants commencent l'évacuation,,,. Douze bus quittent la ville. Les rebelles et leurs familles sont conduits vers la région d'Idleb et les autres civils, vers la localité de Hrajela, tenue par le régime et située à une vingtaine de kilomètres au sud-est de Daraya. Le 27 août, les derniers convois de civils et des rebelles quittent la ville, chargés dans 40 autres bus. L'armée syrienne fait ensuite son entrée dans la ville,. Après trois ans et neuf mois de siège, Daraya se retrouve vidée de toute population et détruite à 90 %. La ville était devenue un lieu emblématique de la révolution syrienne pour avoir été l'une des premières à se soulever en 2011, mais aussi en raison du massacre de 2012 et de sa longue résistance,,.
Le 12 septembre 2016, Bachar el-Assad se rend à Daraya et assiste à la prière de l'Aïd al-Adha dans la mosquée Saad ibn Moaz,.

## Bilan humain
Selon les déclarations d'un membre de l'ASL, plus de 120 rebelles ont été tués à Daraya d'août 2015 à juillet 2016.
Amnesty International indique que selon le Conseil municipal de Daraya, près de 6 800 barils d'explosifs ont été largués sur la ville par des hélicoptères entre janvier 2014 et le 26 février 2016, faisant au moins 42 morts, dont 17 enfants, et 1 200 blessés parmi la population civile. 
Au moins 2 388 habitants de Daraya sont morts entre mars 2011 et début 2016 selon le Centre de documentation du Conseil de la ville,.

## Suites
En octobre 2016, la localité de Mouadamiyat al-Sham, voisine de Daraya, capitule à son tour et conclut un accord avec le régime pour évacuer les combattants et les civils. Le 19 octobre, 2 100 rebelles et membres de leurs familles commencent à être évacués pour être conduits vers le gouvernorat d'Idleb.

### Vidéographie
- [vidéo] Syrie : la vidéo choc d'Amnesty sur les barils d'explosifs largués sur les civils, l'Obs, 19 avril 2016.

### Récit
- Delphine Minoui, Les passeurs de livres de Daraya, Seuil, 19 septembre 2017[33]